# Henry Lowry-Corry
Pour les articles homonymes, voir Corry.
Henry Thomas Lowry-Corry (9 mars 1803 - 6 mars 1873) est un homme politique conservateur britannique, brièvement le Premier Lord de l'Amirauté (ministre de la Marine).

## Biographie
Il est le fils cadet de Somerset Lowry-Corry (2e comte Belmore), et de Juliana Butler, fille de Henry Butler, 2e comte de Carrick.
Il entre au Parlement pour le comté de Tyrone en 1825, siège qu'il occupe jusqu'à sa mort quarante-huit ans plus tard,. Il est admis au Conseil privé en 1835. Il est contrôleur du ménage sous Robert Peel entre 1834 et 1835, et est Lord civil de l'Amirauté sous Peel entre 1841 et 1845, premier secrétaire de l'Amirauté sous Peel entre 1845 et 1846 et sous Lord Derby entre 1858 et 1859. Il est vice-président du Comité sur l'éducation en 1867. Cette année-là, Derby le nomme Premier Lord de l'Amirauté avec un siège au cabinet, poste qu'il occupe jusqu'en décembre 1868, soit les neuf derniers mois sous la présidence de Benjamin Disraeli. Son long service continu lui permet d'être doyen de la Chambre des communes à partir de 1868.

## Famille
Il épouse Harriet Ashley-Cooper, fille de Cropley Ashley-Cooper (6e comte de Shaftesbury) et son épouse Anne Spencer, quatrième fille de George Spencer (4e duc de Marlborough), en 1830 et a: 
- Armar Henry Lowry-Corry (14 mars 1836 - 9 septembre 1893)
- Montagu Corry (1er baron Rowton) (8 octobre 1838 - 9 novembre 1903), secrétaire particulier du Premier ministre Benjamin Disraeli et créé Lord Rowton en 1880.

Il survit cinq ans à son épouse Harriet et est décédé en mars 1873, à l'âge de 69 ans